# Chadżidimowo
Chadżidimowo (bułg. Хаджидимово) – miasto w Bułgarii, w obwodzie Błagojewgrad, siedziba gminy Chadżidimowo. W 2019 roku liczyło 2444 mieszkańców.